# Ignazio Ferronetti
Ignazio Ferronetti (* 15. Oktober 1908 in Rom; † unbekannt) war ein italienischer Filmeditor und Filmregisseur.

## Leben
Ferronetti begann als Filmjournalist und schrieb für den von Alessandro Blasetti herausgegebenen „Cinematografo“. Von 1930 bis 1939 war er Editor der Filme Blasettis; bis 1945 verantwortete er auch den Filmschnitt für einige andere Regisseure. 1943 drehte er mit Spie fra le eliche seinen ersten eigenen Film, einen Spionagethriller, zu dem er auch das Drehbuch geschrieben hat. In der Folgezeit verantwortete Ferronetti einige unbemerkenswerte Arbeiten, darunter etliche Kompilationsfilme. Sein letzter Film erschien 1961.

## Filmografie (Auswahl)

### Regisseur
- 1943: Spie fra le eliche
- 1961: I dieci del Texas

### Editor
- 1941: Prinzessin Aschenbrödel (Cenerentola e il signor Bonaventura)